# 에우마이오스
에우마이오스(Eumaeos)는 그리스 신화에 나오는 인물이다. 시리아라는 섬의 왕 크테시오스의 아들이었으나, 선원의 유혹에 넘어간 여자 노예가 어린 그를 데리고 도망쳤다. 여자 노예는 며칠 뒤 바다에서 죽었으며, 에우마이오스는 오디세우스의 아버지 라에르테스에게 팔려 이타케섬으로 갔다. 오디세우스는 트로이 전쟁에 출정하여 20년이 지나도록 돌아오지 않았으나, 에우마이오스는 주인이 없는 동안에도 오디세우스의 재산인 돼지를 잘 돌보았다. 오디세우스가 트로이 전쟁이 끝난 지 10년이 되도록 귀향하지 못하고 방랑하는 동안, 이타케섬의 궁전에는 그의 아내 페넬로페에게 구혼하는 무뢰한들이 설쳤다. 오디세우스가 마침내 이타케섬에 상륙하였을 때, 아테나 여신은 그를 늙은 거지로 변신시킨 뒤 에우마이오스를 찾아가라고 하였다.